# 愛秩序灣體育館
愛秩序灣體育館是香港東區愛禮街與東喜道的擬建項目，為城市運動提供場地，例如霹靂舞、3人籃球、5人足球、草地滾球、室內游泳和運動攀登等。體育館預計設有一個可容納2000人的主場及兩個副場，提供一個可供各體育總會及學界比賽使用的場地。另外亦設戶外寵物公園。待立法會財委會批准撥款後，為期3年半的前期工程便可開展。